# Женщина, читающая письмо
«Женщина, читающая письмо» — картина нидерландского художника Яна Вермеера, написанная в 1663—1664 годах. Первая картина Вермеера, приобретённая Государственным музеем Амстердама в 1885 году, где и хранится поныне.
В центре картины изображена женщина в голубом, читающая письмо перед окном, от которого виден лишь идущий свет. Женщина кажется беременной, но это не общепринятая точка зрения — по мнению некоторых, её внешний вид всего лишь соответствует моде того времени. О содержании письма пытались догадаться по элементам композиции картины. Например, висящая на стене карта Голландии могла указывать на то, что письмо получено от странствующего мужа. Мешочек с жемчугом, еле заметный на столе, мог намекать на письмо от любовника, в то время как жемчуг сам по себе иногда символизировал тщеславие. Тема чтения писем отражает тематическую закономерность во всех работах Вермеера, поскольку обычный личный момент становится раскрывает состояние человека.
Картина отличается отсутствием обычных для других работ Вермеера элементов интерьера, таких как углы стен, потолок, окно и прочее.
Композиция и женская фигура аналогичны картине Вермеера «Девушка, читающая письмо у открытого окна». Также работа имеет сходство с картинами «Женщина с жемчужным ожерельем» и «Женщина, держащая весы».